# 鲍埃
鮑埃（Boghé） 是位于毛里塔尼亚西南部卜拉克纳省的一个城市。截止至2000年这个城市的人口是37531人。